# دارمشتات-ابرشتات
دارمشتات-اِبِرشتات (به آلمانی: Darmstadt-Eberstadt) یک منطقهٔ مسکونی در آلمان است که در دارمشتات واقع شده‌است. دارمشتات-ابرشتات ۲۱٬۶۸۷ نفر جمعیت دارد.